# Bolbelasmus arcuatus
Bolbelasmus arcuatus är en skalbaggsart som beskrevs av Bates 1887. Bolbelasmus arcuatus ingår i släktet Bolbelasmus och familjen Bolboceratidae. Inga underarter finns listade.